# Улица Петруся Бровки (Минск)
Улица Петруся Бровки (бел. Вуліца Петруся Броўкі) — улица в Минске, названная в честь белорусского советского писателя и поэта Петра Устиновича Бровки.

## Расположение
Начинается у проспекта Независимости, пересекает улицы Платонова и Ботаническую.
По участку улицы Петруся Бровки от проспекта Независимости до улицы Платонова проходит граница между Советским и Первомайским районами. Остальная часть улицы проходит в Первомайском районе.

## История
До 1982 года называлась Подлесная (тянулась до ул. Платонова), в начале располагалась эпидемиологическая станция.

### Название
Названа в честь белорусского советского писателя и поэта Пётра Устиновича Бровки (бел.  Пётр Усцінавіч Броўка; литературный псевдоним — Петрусь Бровка, бел.  Пятрусь Броўка).

## Транспорт
Общественный транспорт по улице не ходит. На участке от проспекта Независимости до улицы Платонова движение транспорта одностороннее (в сторону улицы Платонова).
Проезд возможен автобусом 37-го маршрута, от остановки «Дом Печати» (ст. метро «Академия Наук») до остановки «Бровки» (пересечение улицы П. Бровки и улицы Платонова). Проехать к началу улицы можно на автобусах 25-го и 100-го маршрутов от остановок «Дом Печати» (ст. метро «Академия Наук») или «Станция метро „Площадь Якуба Коласа“» до остановки «П. Бровки» .

## Здания
Стиль — конструктивизм (30-е годы XX века), стиль 50-х годов XX века.
Характерная особенность — малое количество жилых домов. Поэтому в выходные и после работы на улице меньше людей, чем в рабочий период.

### Левая (нечётная) сторона

#### До пересечения улицы Платонова
| Адрес                      | Объекты |
| -------------------------- | --- |
| ул. П. Бровки, 1           | |
| проспект Независимости, 64 | 1-я клиническая больница, родильное отделение, Городское патологоанатомическое бюро, 4-я женская консультация |
| ул. П. Бровки, 3, корпус 1 | Общежитие № 2 БелМАПО |
| ул. П. Бровки, 3, корпус 2 | Комитет государственного контроля Минской области, Кафе «Brutto», Интерфакс-Запад |
| ул. П. Бровки, 3, корпус 3 | БелМАПО |
| ул. П. Бровки, 5           | бывшая Областная детская больница. Здание начали строить в конце 1930-х, но завершить работы удалось только после Второй Мировой войны. Больница была закрыта в 2004, здание пришло в запустение. В 2009 в нём случился пожар, после которого доступ внутрь закрыли и установили охрану. Согласно утверждению пресс-секретаря Миноблисполкома Галины Трофименко, здание получило статус объекта культурного наследия регионального значения после того, как в нём прошли съёмки нескольких эпизодов фильма «Собачье сердце» |
| ул. П. Бровки, 7           | Минский областной клинический центр «Психиатрия — наркология» |
| ул. П. Бровки, 7А          | РНПЦ медицинских технологий, информатизации, управления и экономики здравоохранения (РНПЦ МТ) |
| ул. П. Бровки, 9           | Минская областная детская клиническая больница, Минский областной кожно-венерологический диспансер |
| ул. П. Бровки, 11          | Минский областной центр гигиены, эпидемиологии и общественного здоровья |
| ул. П. Бровки, 11А         | |
| ул. П. Бровки, 13          | Минский городской центр гигиены и эпидемиологии |

#### Между улицами Платонова и Ботанической
| Адрес                                 | Объекты                                                                                          |
| ------------------------------------- | ------------------------------------------------------------------------------------------------ |
| ул. П. Бровки, 15 (ул. Платонова, 38) | Институт тепло- и массообмена им. А.В. Лыкова Национальной академии наук Беларуси                |
| ул. П. Бровки, 15, корпус 20          | Институт тепло- и массообмена им. А.В. Лыкова Национальной академии наук Беларуси, кафе «Милана» |
| ул. П. Бровки, 17                     | Сервисный центр                                                                                  |
| ул. П. Бровки, 19                     | Институт физики твёрдого тела и полупроводников Национальной академии наук Беларуси              |
| ул. П. Бровки, 19б                    | УП Феррит НАН Беларуси                                                                           |
| ул. П. Бровки, 21                     | Станция технического обслуживания                                                                |
| ул. П. Бровки, 21/2                   | РУП «Минскэнерго»                                                                                |

#### После пересечения улицы Ботанической
| Адрес                                                           | Объекты |
| --------------------------------------------------------------- | ------- |
| ул. П. Бровки, 23 (ул. Ботаническая, 10)                        |         |
| ул. П. Бровки, 25, корпус 1                                     |         |
| ул. П. Бровки, 25, корпус 2 (находится на правой стороне улицы) |         |
| ул. П. Бровки, 27                                               |         |

### Правая (чётная) сторона

#### До пересечения улицы Платонова
| Адрес                                                                | Объекты |
| -------------------------------------------------------------------- | --- |
| ул. П. Бровки, 2 (проспект Независимости, 62)                        | «Минский государственный высший радиотехнический колледж» |
| ул. П. Бровки, 4 ул. П. Бровки, 6 ул. П. Бровки, 8 ул. П. Бровки, 10 | Корпуса БГУИР (первый — 1964 г.) |
| ул. П. Бровки, 8а                                                    | Бильярдный клуб «Классик». |
| ул. П. Бровки, 12/3                                                  | Столовая УО «Белорусская государственная академия связи» |
| ул. П. Бровки, 12а                                                   | Общежитие № 2 УО «Белорусская государственная академия связи»                                                                                                   |
| ул. П. Бровки, 12 (эпоха 50-х годов XX века)                         | Общежитие гостиничного типа и Общежитие № 1 УО «Белорусская государственная академия связи», Кафе «У Барысыча», Сауна «У Петруся», продуктовый магазин «Семела» |
| ул. П. Бровки, 14                                                    | «Белорусская государственная академия связи» (учебный корпус № 2) (здание 1931 г.)                                                                              |
| ул. П. Бровки, 16                                                    | |
| ул. П. Бровки, 18                                                    | ОАО «Промсвязь» |

#### Между улицами Платонова и Ботанической
| Адрес                                 | Объекты |
| ------------------------------------- | --- |
| ул. П. Бровки, 20 (ул. Платонова, 36) | Кафе «Жбан» |
| ул. П. Бровки, 22                     | «Минский государственный художественный колледж имени А. К. Глебова», кафе «LOFT»                                                   |
| ул. П. Бровки, 24                     | Белкоопсоюз (Минское районное потребительское общество), Филиал СООО «Асоба», продуктовый магазин (филиал «Минский» Минского РАЙПО) |
| ул. П. Бровки, 28                     | |
| ул. П. Бровки, 30                     | Диагностическая станция № 153, Станция технического обслуживания, шиномонтаж, Автомойка (ручная)                                    |
| ул. П. Бровки, 30/18                  | Автосервис по ремонту и обслуживанию автомобилей американского рынка, «CHRYSLER, DODGE, JEEP, GM, FORD-usa»                         |
| ул. П. Бровки, 32                     | Столовая № 190 |
| ул. П. Бровки, 32а                    | Жилой дом |
| ул. Ботаническая, 25                  | Общежитие № 2 Минского завода шестерён                                                                                              |

#### После пересечения улицы Ботанической
| Адрес                       | Объекты |
| --------------------------- | ------- |
| ул. П. Бровки, 25, корпус 2 |         |

## Фотографии

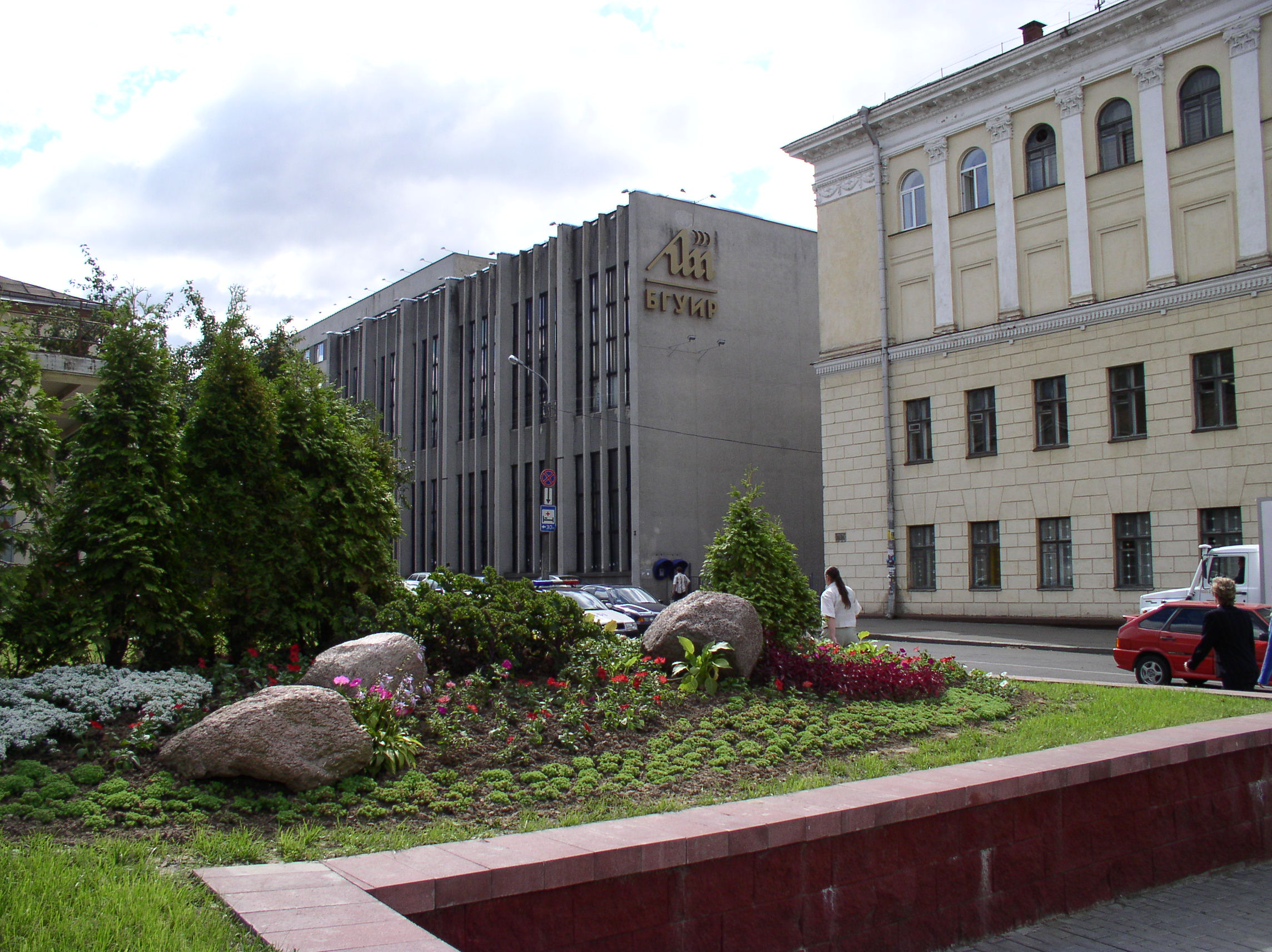
Начало улицы Петруся Бровки: вид с Проспекта Независимости. Второй корпус БГУИР
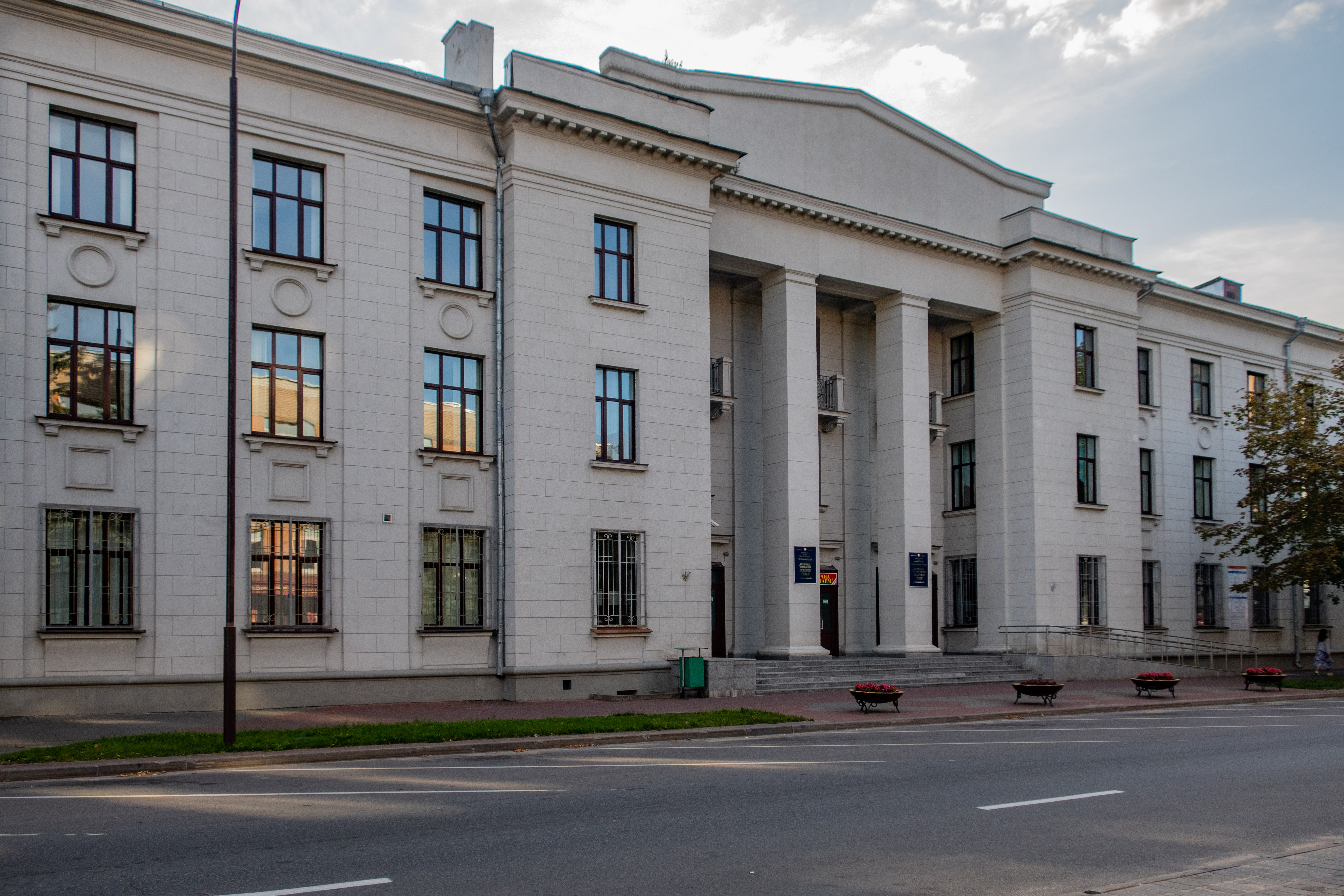
Академия связи
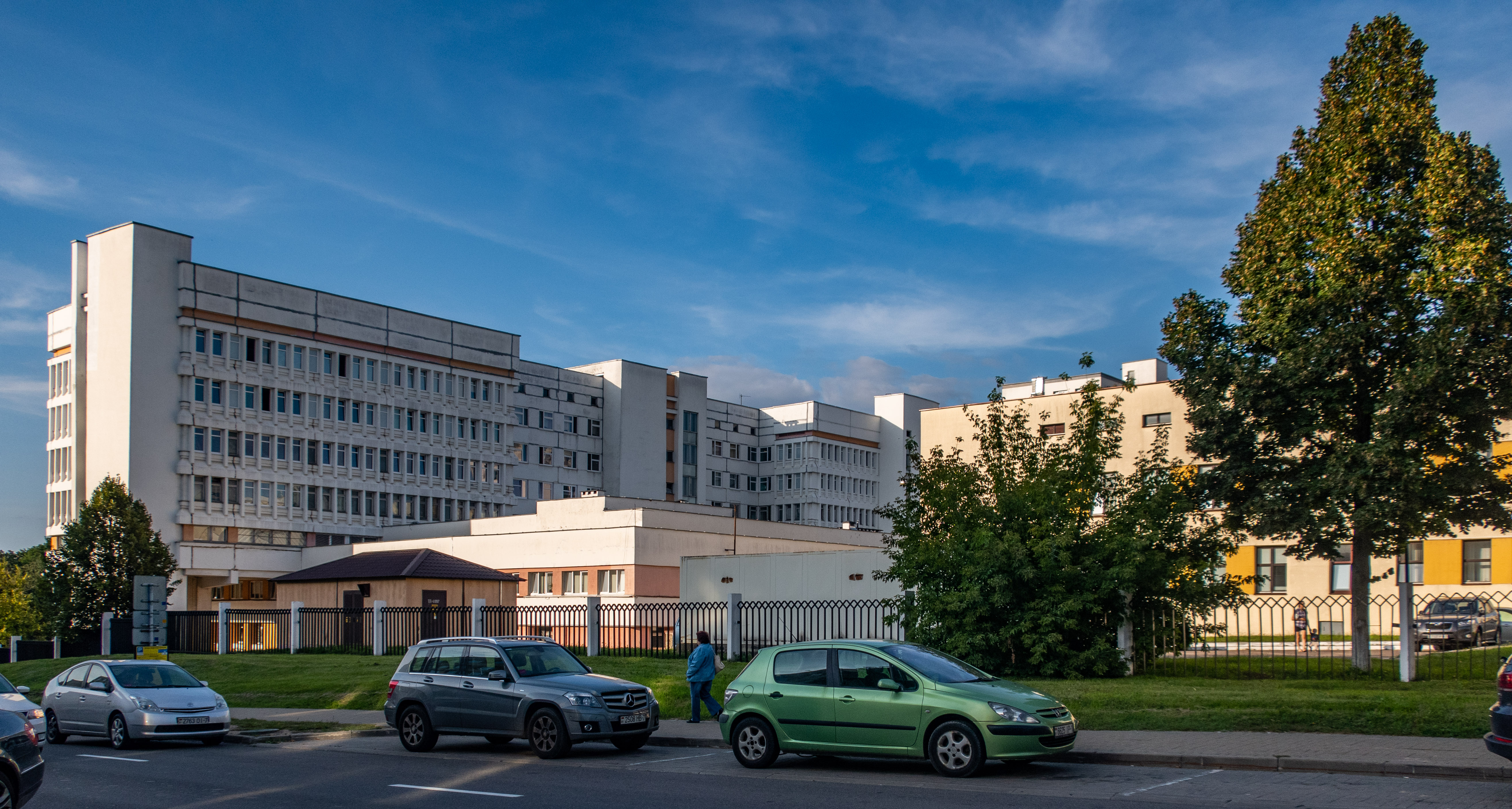
1-я городская клиническая больница
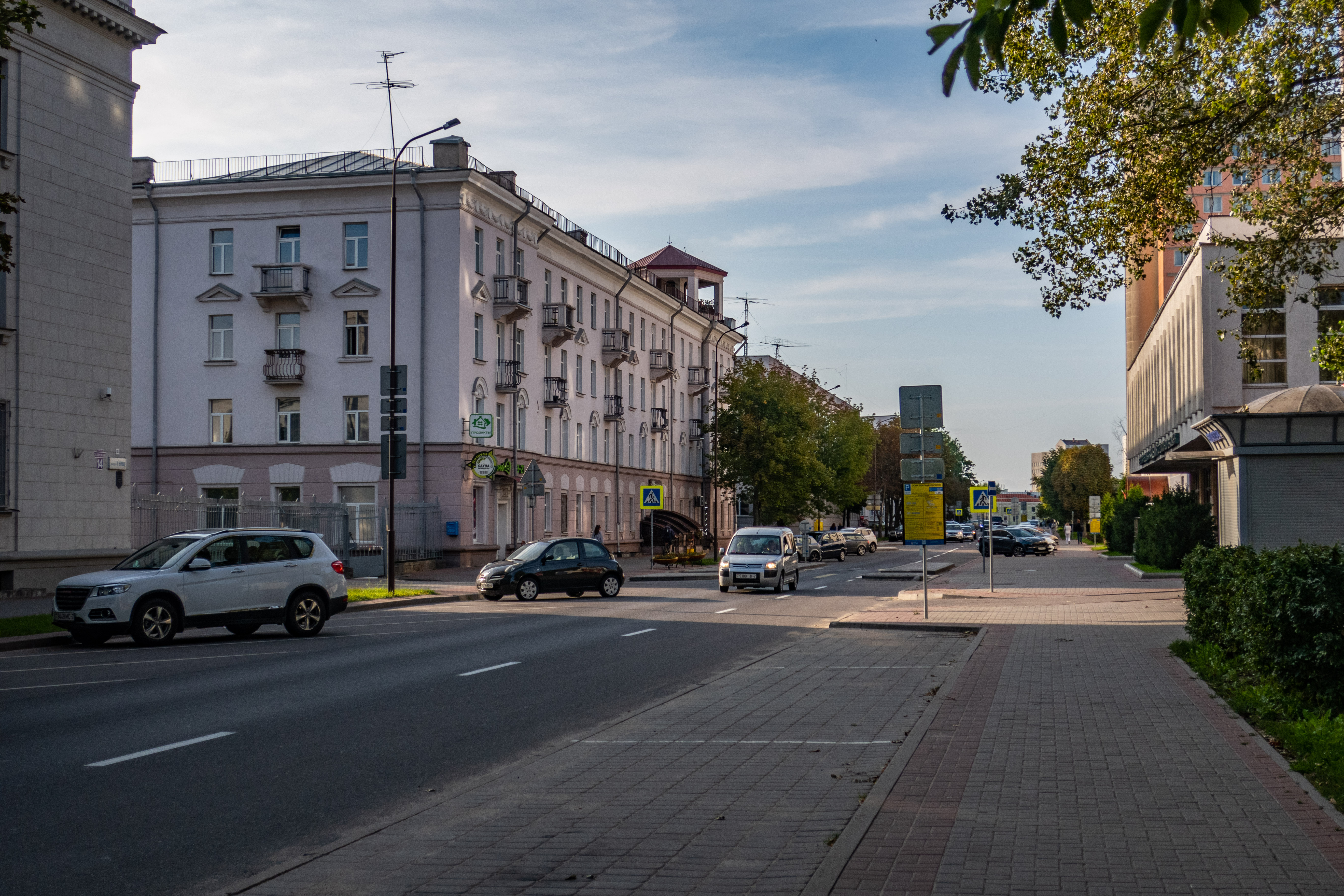
Вид на улицу в сторону проспекта Независимости (в центре снимка дом 12а)